# 化学标记语言
化学标记语言，亦称化学置标语言（英文为Chemical Markup Language，通常缩写为CML），是一种基于XML语言，用于描述化学分子、化学反应、光谱等化学数据的标记语言。可以使用Jumbo浏览器查看CML文件。

## 工具
JUMBO 的前身是Java通用分子浏览器(Java Universal Molecular Browser for Objects)，但现在是一个Java库，支持CML的验证、读取和写入，以及几种传统格式到CML的转换，例如，CML中的一个反应到反应的动画SVG表示。其已经逐步发展为一个Java库。CMLDOM支持DOM中的所有元素。虽然JUMBO曾经是一个浏览器，但首选的方法是使用开源工具Jmol和JChemPaint，其中一些使用了替代的CML库。

## 網頁連結
- CML簡介網頁(英文)

1. ↑  . www.ch.ic.ac.uk.   [2022-03-21]. （原始内容存档于2020-09-29）.
2. ↑  Murray-Rust, Peter; Rzepa, Henry S. . Journal of Chemical Information and Computer Sciences. 2001-09-01, 41 (5): 1113–1123  [2022-03-21]. ISSN 0095-2338. doi:10.1021/ci000404a. （原始内容存档于2022-03-21） （英语）.
3. ↑  Bauche, Volker. . it - Information Technology. 2001-02-01, 43 (2): 67–73. ISSN 2196-7032. doi:10.1524/itit.2001.43.2.67.